# Slohokej liga
Slohokej liga je nekdanja evropska mednarodna hokejska liga, v kateri sodelujejo ali so sodelovali klubi iz Slovenije, Avstrije, Hrvaške in Srbije, ustanovljena je bila leta 2009, ukinjena pa leta 2012 z ustanovitvijo lige INL. Več klubov lige je bilo podružničnih klubov iz lige EBEL.

## Sodelujoči klubi
| Klub              | Mesto     | Dvorana                     | Kapaciteta | Ustanovitev |
| ----------------- | --------- | --------------------------- | ---------- | ----------- |
| HD mladi Jesenice | Jesenice  | Dvorana Podmežakla          | 5.900      | 1999        |
| HK Olimpija       | Ljubljana | Hala Tivoli                 | 5.000      | 2004        |
| HDK Maribor       | Maribor   | Ledna dvorana Tabor         | 3.000      | 1993        |
| HK Triglav        | Kranj     | Ledena dvorana Zlatno polje | 1.000      | 1968        |
| HDD Bled          | Bled      | Ledena dvorana Bled         | 1.000      | 2010        |
| HK Slavija        | Ljubljana | Dvorana Zalog               | 1.000      | 1964        |
| KHL Mladost       | Zagreb    | Dvorana Velesajam           | 1.000      | 1946        |
| HK Partizan       | Beograd   | Ledena dvorana Pionir       | 2.000      | 1946        |
| KHL Medveščak     | Zagreb    | Dvorana Velesajam           | 1.000      | 1961        |
| Team Zagreb       | Zagreb    | Dvorana Velesajam           | 1.000      | 2010        |
| Junior Graz 99ers | Gradec    | Eisstadion Graz Liebenau    | 4.050      | 2009        |
| HK MK Bled        | Bled      | Ledena dvorana Bled         | 1.000      | 2000        |

## Prvaki
| Sezona  | Prvak       | Podprvak    |
| ------- | ----------- | ----------- |
| 2009/10 | HDK Maribor | HK Partizan |
| 2010/11 | HK Partizan | HS Olimpija |
| 2011/12 | HK Partizan | HS Olimpija |